# Фатх-Али-хан Афшар
Фатх-Али-хан Афшар (азерб. Fətəli xan Araşlı-Avşar), (1700—1763) — хан Урмии (1747—1748).

## Биография
Родился около 1700 года в афшарской семье. Отец его Али-Мардан-хан происходил из рода Арашлу тюркского племени афшар.
Первый хан Урмийского ханства (1747—1748). Правитель Тебризского ханства (1749—1763).
Фатх-Али-хан Афшар был казнён в 1763 году.